# L'Aventure de l'Étoile de l'Ouest (téléfilm)
Pour les articles homonymes, voir The Adventure of the Western Star.
Pour la nouvelle, voir L'Aventure de l'Étoile de l'Ouest.
L'Aventure de l'Étoile de l'Ouest (The Adventure of the Western Star) est un téléfilm britannique de la série télévisée Hercule Poirot, réalisé par Richard Spence, sur un scénario de Clive Exton, d'après la nouvelle L'Aventure de l'Étoile de l'Ouest d'Agatha Christie.
Ce téléfilm, qui constitue le 19e épisode de la série, a été diffusé pour la première fois le 4 mars 1990 sur le réseau d'ITV.

## Résumé de l'épisode
Note : le résumé ci-dessous est celui de l'adaptation télévisée de la nouvelle, et diffère sensiblement de l'intrigue du roman.
Poirot est excité à l’idée de la venue à Londres de Marie Marvelle, la « plus grande star du cinéma belge ». En attendant au jardin d’Hatton, l'inspecteur en chef Japp surveille Hoffberg. Après l'arrestation du voleur de bijoux Henrik Van Braks, ses supérieurs disent à Japp de le libérer (Van Braks est aussi un fabricant d'armements influent).
Pendant ce temps, Poirot rencontre Marie Marvelle, qui lui dit qu'elle a reçu trois lettres exigeant de restituer son diamant, l'Étoile de l’Ouest, afin qu’il retrouve sa place sur la statue d’un dieu chinois… Gregory, le mari de Marie, l'avait acheté dans des circonstances plutôt mystérieuses. Poirot suggère qu'il conserve la gemme, mais Marie insiste pour la garder en sa possession. Elle veut montrer le diamant à Lord et Lady Yardley qui possèdent l'Étoile de l’Est, le bijou jumeau de son propre diamant. Elle et Gregory veulent, également, que la propriété des Yardley soit employée dans leur prochain film.
En accompagnant Poirot chez le coiffeur, Japp lui parle de Van Braks et de la visite que Lady Yardley a rendu à Hoffberg. Au même moment, Lady Yardley tente d’exposer son problème à Hastings qui se méprend et s’imagine qu'elle a, aussi, reçu des lettres de menaces - une supposition fausse qu’elle ne corrige pas.
Plus tard, Poirot et Hastings se rendent chez les Yardley et apprennent de la bouche de Lord Yardley qu’il n’a jamais entendu parler de l’existence d’un joyau jumeau, et car ses finances ne se portant pas très bien, qu'il projette de vendre sa gemme.
Poirot persuade Lady Yardley de porter son diamant au dîner. Avant que le dîner ne soit servi, les lumières s’éteignent et dans la confusion, le diamant de lady Yardley est volé. Hastings poursuit le voleur et récupère le collier. Mais la gemme centrale manque.
En retournant à Londres, Poirot est informé par Marie Marvelle que son bijou a aussi été volé.

## Fiche technique
- Titre français : L'Aventure de l'Étoile de l'Ouest
- Titre original : The Adventure of the Western Star
- Réalisation : Richard Spence
- Scénario : Clive Exton, d'après la nouvelle L'Aventure de l'Étoile de l'Ouest (1923) d'Agatha Christie
- Décors : Mike Oxley
- Costumes : Linda Mattock
- Photographie : Ivan Strasburg
- Montage : Frank Webb
- Musique originale : Christopher Gunning
  - Musique additionnelle : Richard Hewson
- Casting : Lucy Abercrombie et Rebecca Howard
- Production : Brian Eastman
  - Production déléguée : Nick Elliott
- Sociétés de production : Picture Partnership Productions, London Weekend Television
- Pays d'origine :  Royaume-Uni
- Langue originale : Anglais
- Genre : Policier
- Durée : 50 minutes
- Ordre dans la série : 19e épisode – (9e épisode de la saison 2)
- Première diffusion :
  -  Royaume-Uni : 4 mars 1990 sur le réseau d'ITV

## Distribution
- David Suchet (VF : Roger Carel) : Hercule Poirot
- Hugh Fraser (VF : Jean Roche) : Capitaine Arthur Hastings
- Philip Jackson (VF : Claude d'Yd) : Inspecteur-chef James Japp
- Pauline Moran (VF : Laure Santana) : Miss Felicity Lemon
- Barry Woolgar : l'Inspecteur Dougall
- Struan Rodger : Henrik Van Braks
- Rosalind Bennett : Marie Marvelle
- Oliver Cotton (en) (VF : Bernard Tiphaine) : Gregory Rolf
- Alister Cameron : Lord Yardley
- Caroline Goodall : Lady Yardley
- Stephen Hancock : Mullings
- Ian Collier : un sergent
- Bruce Montague (VF : Jean Michaud) : Mr Hoffberg
- Julian Gartside : le réceptionniste de l'hôtel
- Bill Thomas : le steward